# 吉林摄影出版社
吉林摄影出版社是一家位于中华人民共和国吉林省长春市泰来街1825号的出版社，成立于1993年7月8日，现为吉林出版集团全资子公司。

## 业务
吉林摄影出版社主营图书出版、发行业务。国家新闻出版广电总局为吉林摄影出版社颁发的图书出版许可证新出图证（吉）字004号核准的出版范围是：摄影理论、技法、知识类图书，以及摄影画册和图片。此外，吉林省新闻出版局颁发的吉新出出版（2012）102号批复核准吉林摄影出版社出版中小学语文、政治教辅材料。不过，吉林摄影出版社网站介绍的主要业务是少儿图书，主要为学前教育、少儿美术、益智游戏、经典名教阅读、《意林》励志图书五大类产品。公司网站称，据开卷监测数据，出版社的少儿美术图书在中国大陆市场占有率排名第一，低幼启蒙图书排名第二，游戏益智类排名第三，儿童文学类位居前五。
吉林摄影出版社出版的《写真童话集》获第十四届中国图书奖，《尚共社摄影作品》获2015年第三届吉林省新闻出版奖精品奖。

## 争议
2000年，王蒙等29位作家或作家继承人在北京市第一中级人民法院起诉吉林摄影出版社和北京新华图书有限责任公司，指控两家公司侵犯著作权。吉林摄影出版社在2000年4月出版的《二十一世纪中国著名作家散文经典》包含29位作家的散文选集单行本，但是出版时并未获得作家或著作权继承人许可，也没有向他们支付报酬。法院判决吉林摄影出版社在《新闻出版报》公开道歉，并赔偿约69万元人民币。
2006年，安徽商报报道，安庆市湖心中路书刊市场销售的儿童注音读物《神话故事》收录了《剃黄毛丫头》，讲述剃头师傅奸淫少女的故事。此书标注为新世纪教育丛书、吉林摄影出版社出版、2006年1月第一版。2020年9月，由于网友在新浪微博上爆料，此书再次引发关注。据查，《剃黄毛丫头》等含有性内容的文章还出现在多个少儿网站上，署名为温州上塘中学金建民。吉林摄影出版社发表声明称，此书为他人盗用吉林摄影出版社名义出版的非法出版物，ISBN号为伪造，吉林摄影出版社从未使用这一书号，出版社已启动法律程序追究责任。
2015年1月，吉林摄影出版社出版社的《金典首辅·语文》因差错率超标被国家新闻出版广电总局列为13种编校质量不合格教辅读物之一。出版社因此受到行政处罚。

## 備註
1. ↑  网友爆料图片显示此书的书号为 ISBN 9787806065617。[7]中国国家图书馆馆藏目录显示藏有 ISBN 9787806065617 王学聪主编《成功幼儿园管理制度全书》，吉林摄影出版社2002年出版。[8]吉林摄影出版社的声明称《神话故事》的书号为 ISBN 7806065617。[9]按照ISBN规范，7806065617是一个错误的书号。13位ISBN书号9787806065617转为10位书号正确的形式为 ISBN 780606561X。